# Beverwijk
Beverwijk és un municipi de la província d'Holanda del Nord, al centre-oest dels Països Baixos. L'1 de gener de 2009 tenia 38.481 habitants repartits per una superfície de 20,38 km² (dels quals 1,8 km² corresponen a aigua). Limita al nord amb Heemskerk, a l'est amb Zaanstad i al sud amb Velsen.

## Centres de població
Beverwijk i Wijk aan Zee.

## Ajuntament
El consistori és format per 25 regidors:
- PvdA - 10 regidors
- CDA - 5 regidors
- VVD - 4 regidors
- GroenLinks - 3 regidors
- Democraten Beverwijk - 2 regidors
- Gemeentenbelangen - 1 regidor

## Agermanaments
- Wronki
- Neuwied

## Persones il·lustres
- Niki Terpstra, ciclista
- Ab Geldermans, ciclista, campió dels Països Baixos el 1962.